# Pick (Familienname)
Pick ist der Familienname folgender Personen:
- Adolfo Pick (1829–1894), italienischer Lehrer
- Albert Pick (1922–2015), deutscher Autor und Papiergeldfachmann
- Alexander Pick, Polizeipräsident von Reutlingen
- Alois Pick (1859–1945), österreichischer Internist
- Anton Pick (1840–1902/05), österreichischer Landschaftsmaler
- Arnold Pick (1851–1924), deutscher Psychiater und Neurologe
- Behrendt Pick (1861–1940), deutscher Numismatiker
- Cedric Pick (* 1987), deutscher Sportjournalist und Moderator
- Charles Pick, österreichischer Fußballtorhüter
- Charlotte Stein-Pick (1899–1991), deutsche Emigrantin jüdischer Herkunft
- Clemens Pick (* 1947), deutscher Politiker
- Daniel Pick (* 1960), britischer Historiker, Psychoanalytiker, Hochschullehrer und Autor
- Daniella Pick (* 1983), israelische Sängerin, Model und Schauspielerin
- Eckhart Pick (* 1941), deutscher Politiker (SPD)
- Edmund Pick-Morino (ungarisch Ödön Morinyi; 1877–1958), ungarischer Maler
- Ernst Peter Pick (1872–1960), österreichischer Pharmakologe
- Eva Paula Pick (* 1957), deutsche Schriftstellerin, Therapeutin und Theaterpädagogin
- Florian Pick (* 1995), deutscher Fußballspieler
- Friedel Pick (1867–1926), böhmischer Internist, Oto-Rhino-Laryngologe und Medizinhistoriker
- Friedrich Alphons Pick (1808–1896), französisch-deutscher Schriftsteller und Politiker
- Georg Pick (Mathematiker) (1859–1942), österreichischer Mathematiker
- Georg Pick (Jurist) (1869–1929), deutscher Richter
- Georg Pick (Pfarrer) (1892–1972), deutscher Pfarrer
- Georg Pick (Kunsthistoriker) (1893–1950), deutscher Kunsthistoriker
- Gisa Picková-Saudková (1883–1943), tschechoslowakische Schriftstellerin
- Gustav Pick (1832–1921), österreichisch-ungarischer Musiker und Komponist
- Hannah Pick-Goslar (1928–2022), Freundin von Anne Frank
- Hans Pick (1931–2014), deutscher Maler
- Heinrich Pick (1882–1947), deutscher Politiker
- Heinz Pick (1912–1983), deutscher Physiker
- Hella Pick (1927–2024), österreichisch-britische Publizistin
- Helmut Pick (1929–2006), deutscher Schauspieler
- J. B. Pick, eigentlich John Barclay Pick  (1921–2015), britischer Dichter, Schriftsteller und Literaturkritiker
- Jiří Robert Pick (1925–1983), tschechischer Schriftsteller
- Josef Pick (1916–2002), deutscher ehrenamtlicher Sportmanager von Hürth
- Karl Pick (1867–1938), österreichischer Politiker
- Karl-Heinz Pick (1929–2009), deutscher Pianist und Komponist
- Leopold Karl Pick (1875–1938), deutscher Maschinenbauingenieur und Hochschullehrer
- Lewis A. Pick (1890–1956), US-amerikanischer Generalleutnant
- Ludwig Pick (1868–1944), deutscher Pathologe
- Lupu Pick (1886–1931), rumänisch-deutscher Schauspieler und Filmregisseur
- Marianne Katharina Pick (bis 1921), Geburtsname von Käthe Leichter (1895–1942), Gewerkschafterin, Frauenpolitikerin, NS-Opfer
- Michael Pick (1910–1983), deutscher Maler
- Monica Pick-Hieronimi (* 1943), deutsche Sängerin (Sopran)
- Otto Pick (Politiker) (1882–1945), deutscher Politiker (DDP)
- Otto Pick (Schriftsteller) (1887–1940), deutsch-böhmischer Schriftsteller und Übersetzer
- Otto Pick (Politikwissenschaftler) (1925–2016), tschechischer Politikwissenschaftler, Diplomat und Politiker
- Philipp Josef Pick (1834–1910), böhmischer Dermatologe
- Richard Pick (Archivar) (1840–1923), deutscher Historiker und Archivar
- Richard Pick (Politiker) (1857–1933), deutscher Politiker
- Richard Pick (Sportfunktionär), österreichischer Tischtennisfunktionär
- Robert Pick (Pseudonym Valentin Richter; 1898–1978), US-amerikanischer Schriftsteller, Journalist und Übersetzer österreichischer Herkunft
- Sigmund Pick (1849–1922), Faktotum der deutschen Studentenschaft in Prag
- Thea Pick, deutsche Fußballspielerin
- Walter Pick (Mediziner) (1874–1932), böhmischer Dermatologe
- Walter Pick (Skirennläufer) (1917–??), tschechoslowakischer Skirennläufer